# Anadia brevifrontalis
Anadia brevifrontalis är en ödleart som beskrevs av  George Albert Boulenger 1903. Anadia brevifrontalis ingår i släktet Anadia och familjen Gymnophthalmidae. Inga underarter finns listade i Catalogue of Life.